# Alphons Freijmuth

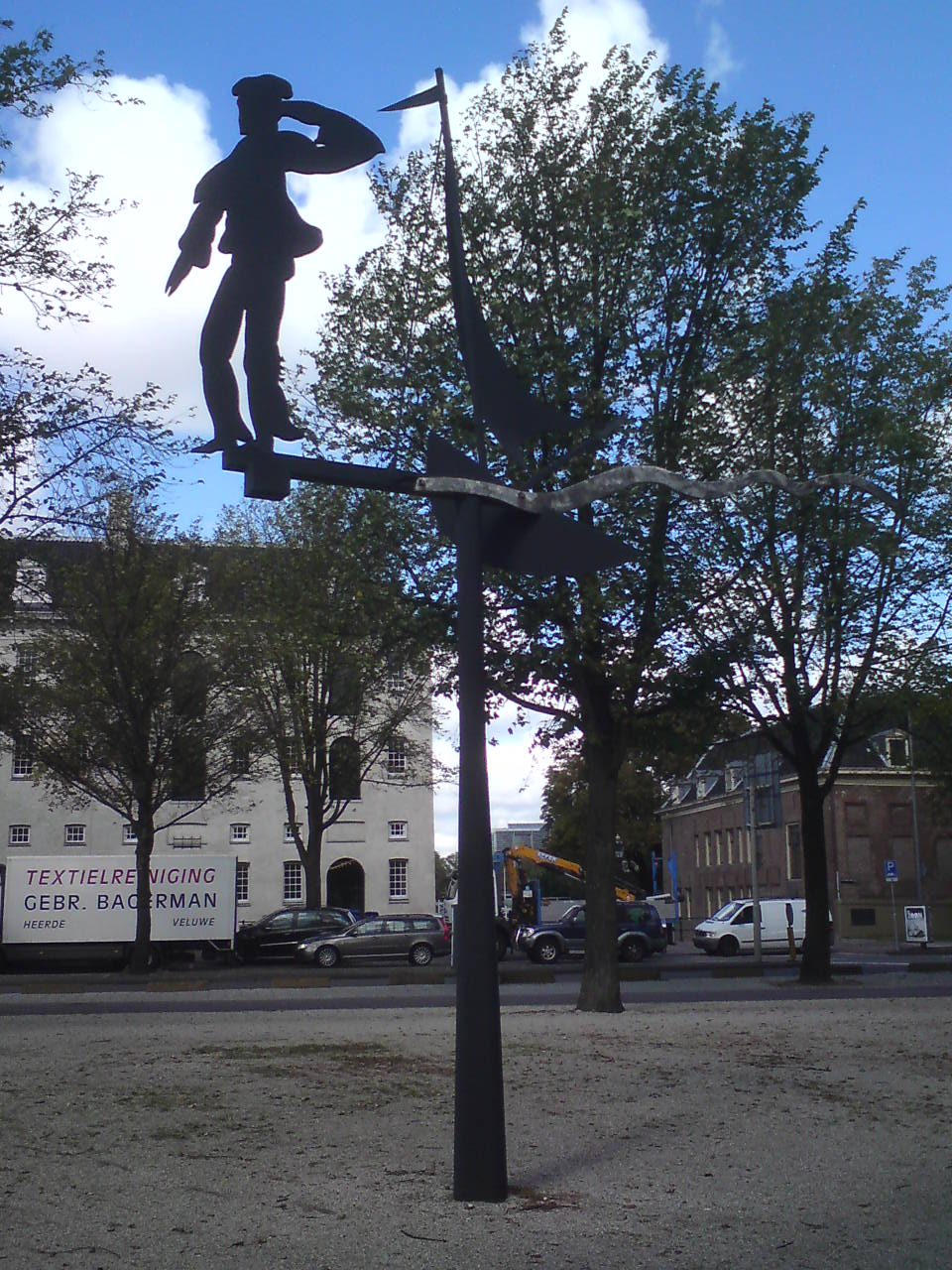
Sailing man (1986), Kattenburgerplein, Amsterdam

Alphons Freijmuth (Haarlem, 28 augustus 1940) is een Nederlandse schilder, beeldhouwer, graficus en keramist.

## Leven en werk
Alphons Freijmuth (ook wel Freymuth) volgde van 1963 tot 1964 een opleiding aan de Rijksakademie van beeldende kunsten in Amsterdam. In 1965 had hij zijn eerste eenmanstentoonstelling in de Amsterdamse Galerie 845.
Vanaf 1974 was hij docent aan de Academie voor Kunst en Industrie (AKI) in Enschede.
Freijmuth is voornamelijk werkzaam als schilder, maar sinds het begin van de jaren tachtig begon hij ook sculpturen te maken. Freijmuth trok veel op met Reinier Lucassen. De twee schilders, beiden bewonderaars van het werk van René Magritte, beïnvloedden elkaar en maakten soms schilderijen met hetzelfde onderwerp of variaties op of van elkaars werk. Zijn werk wordt gerekend tot de Nieuwe figuratie, waarvan hij een der oprichters was. Hij heeft een wilde, abstract expressionistische stijl, met felle kleuren. Toch bevat zijn werk ook elementen van De Stijl (veelvuldig verwijst Freijmuth naar Piet Mondriaan, zoals in Rendez-vous met P.M. uit 1991) en het constructivisme (bijvoorbeeld Constructivisme met balk en tak uit 1986/87). Zijn onderwerpen zijn meestal figuurvoorstellingen, naakten en portretten. Freijmuth woont en werkt in Amsterdam.

## Musea en de openbare ruimte
Zijn werk bevindt zich in de museumcollectie van onder andere het Stedelijk museum in Amsterdam, het Kunstmuseum in Den Haag, het Museum van Bommel van Dam in Venlo, Museum de Fundatie in Zwolle en het Frans Hals Museum in Haarlem, alsmede in bedrijfs- en particuliere collecties (o.a. De Nederlandsche Bank).
Werken in de openbare ruimte:
- The sailing man (1986), Kattenburgerplein, Amsterdam; stalen beeld op een hoge sokkel met het silhouet van een matroos, een zeilschip en een golf
- Totempaal (1991), coll. De Nederlandsche Bank, Amsterdam; van 1991 tot 1998 bevond het beeld zich in Drachten, daarna in Hoogeveen aan de Schutlandenweg en even op de Keukenhof, vanaf circa 2015 aan het Frederiksplein